# Hilwandżi
Hilwandżi (arab. حلونجي) – wieś w Syrii, w muhafazie Aleppo. W 2004 roku liczyła 1523 mieszkańców.